# 波烏琴-茲德魯伊

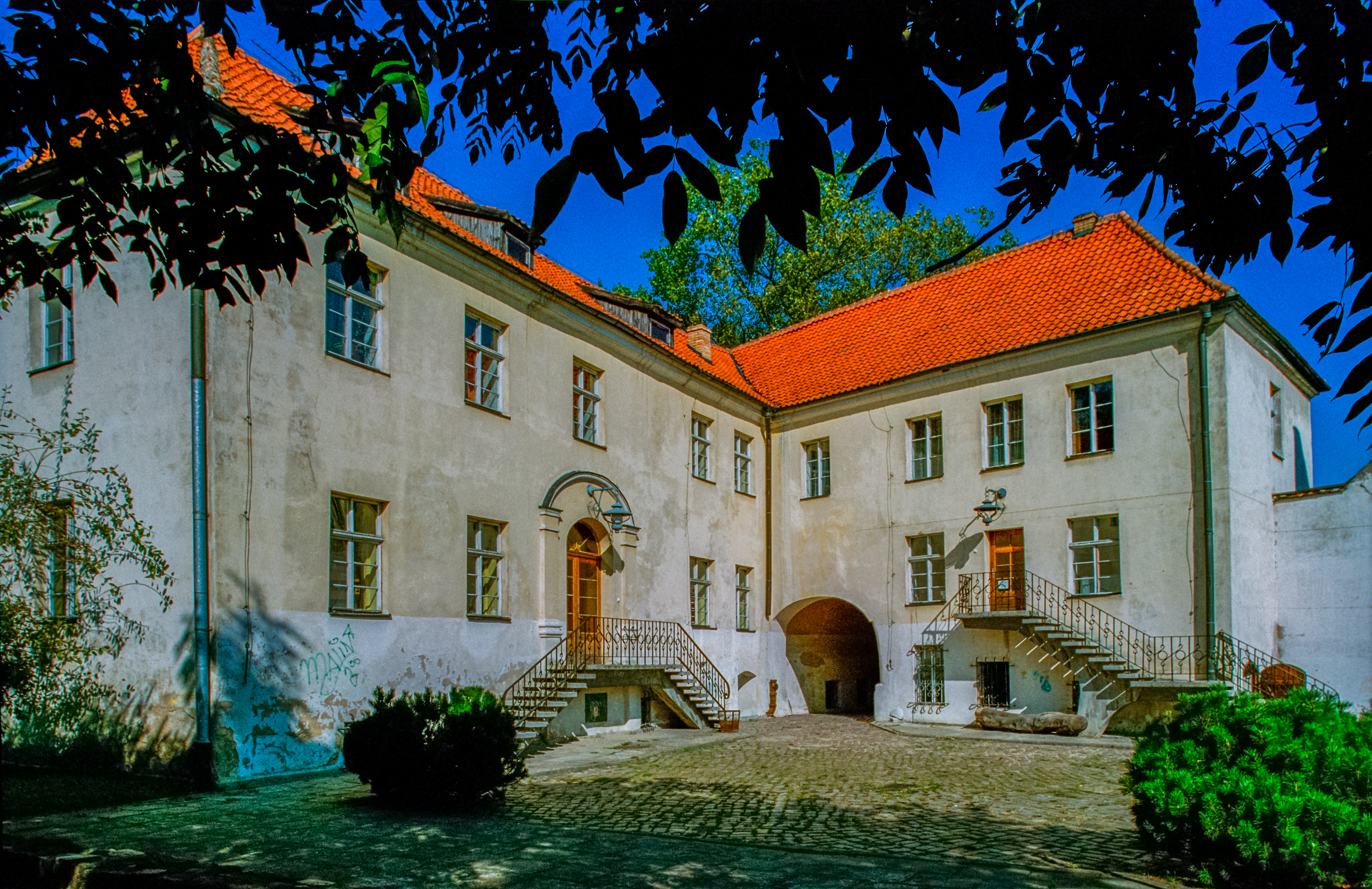

波烏琴-茲德魯伊（波蘭語：Połczyn-Zdrój）是波蘭的城鎮，位於該國西北部，由西波美拉尼亞省負責管轄，面積7.21平方公里，主要經濟活動是旅遊業，2006年人口8,572。第二次世界大戰期間，該鎮四分一房屋被破壞。

## 外部連結
- Official town webpage （页面存档备份，存于）

53°46′N 16°06′E / 53.767°N 16.100°E